# Raimundo Nonato de Lima Ribeiro
Raimundo Nonato de Lima Ribeiro (nacido el 5 de julio de 1979) es un exfutbolista brasileño que se desempeñaba como delantero.
Jugó para clubes como el Ituano, Bahia, Goiás, Fortaleza, Consadole Sapporo, Atlético Goianiense y Treze.

## Trayectoria

### Clubes
| Club                | País          | Año         |
| ------------------- | ------------- | ----------- |
| Ituano              | Brasil        | 1997        |
| Bahia               | Brasil        | 1998 - 2003 |
| Daegu FC            | Corea del Sur | 2004 - 2005 |
| FC Seoul            | Corea del Sur | 2005        |
| Goiás               | Brasil        | 2006 - 2007 |
| Fortaleza           | Brasil        | 2007        |
| Bahia               | Brasil        | 2007        |
| Consadole Sapporo   | Japón         | 2008        |
| Atlético Goianiense | Brasil        | 2008        |
| Treze               | Brasil        | 2009        |
| Mixto               | Brasil        | 2009        |
| ABC                 | Brasil        | 2009        |
| Treze               | Brasil        | 2009 - 2010 |
| Trindade            | Brasil        | 2011        |
| Rio Verde           | Brasil        | 2012        |
| Goianésia           | Brasil        | 2013        |